# Grote Gete
De Grote Gete (ook Tiense Gete) is een Belgische rivier die na samenvloeiing met de Kleine Gete de eigenlijke Gete vormt.

## Loop
De Grote Gete ontspringt in de Waals-Brabantse gemeente Perwijs nabij de Romeinse heerweg. Ze passeert de Abdij van La Ramée, kruist de weg Namen-Tienen en stroomt door de dorpen: Geest-Gérompont, Mont-Saint-André, Bomal, Klein-Geten, Geldenaken, Sint-Jans-Geest, Hoegaarden, Tienen, Oplinter, Neerlinter, Drieslinter en Budingen, waar ze over korte afstand de grens vormt met Helen-Bos.
Van aan de oorsprong tot in Budingen is de Grote Gete ongeveer 51 km lang. In Budingen vloeit ze samen met de Kleine Gete en stroomt de rivier 12 km voort onder de naam Gete, om uiteindelijk in Halen uit te monden in de Demer.

## Nummering
De provincie Vlaams-Brabant klasseert de verschillende waterbekkens met een viercijfersysteem. Het Getebekken, met de Gete als nummer 4.001, begint met een 4 en zo ook al zijn bijrivieren. Hoe hoger het getal, hoe kleiner de waterloop.

## Scheepvaart
De scheepvaart op de Gete was van relatief korte duur: in totaal 60 jaar. Op 9 december 1517 verleende de jonge keizer Karel V de toestemming om de Grote Gete tot in Tienen bevaarbaar te maken. Rond Kerstmis 1525 vertrok het eerste schip uit Tienen, terwijl op 3 maart 1526 het eerste schip aankwam. De eerste schipper, Hendrick Deprince, kreeg hiervoor van het stadsbestuur een beloning van 38 stuivers. De nieuwe bron van welvaart werd met lede ogen door de stad Zoutleeuw aangezien. Bovendien stak de heer van Neerlinter stokken in de wielen. Het waren echter de godsdienstoorlogen die ervoor zorgden dat de Gete verzandde.
Na de Vrede van Münster (1648) keerde de rust terug. Op 11 augustus 1650 gaf Filips IV aan Tienen de toestemming om de Gete opnieuw te kanaliseren. De werken vorderden snel en in november 1651 kwam de eerste boot te Tienen aan. De gebeurtenis werd op 24 november gevierd in de herberg van Joos Lenaerts, de "Koning van Spanje". De heropleving van de scheepvaart duurde niet lang. Onder het regentschap van Juan van Oostenrijk (1656) viel de scheepvaart voorgoed stil.
De plaats waar de schepen aankwamen, heette al in 1544 aende werff. Vooraleer de schippers deze werf bereikten, passeerden ze zeven sluizen die de stad moest onderhouden. Het Pakhuis bevond zich in de Paardenbrugstraat op de Vetterie.